# Santiago Cañizares
José Santiago Cañizares Ruíz (Madrid, 18 dicembre 1969) è un ex calciatore spagnolo, di ruolo portiere.

## Biografia
Suo figlio Lucas (classe 2002) gioca anche lui come portiere. Lucas è nato (così come Carlota e Olivia) dall'unione con la sua prima compagna, mentre dalla seconda moglie ha avuto Marina, India, Martina e Santi; quest'ultimo è morto (all'età di 5 anni) il 23 marzo 2018 a causa di un cancro. Nel 2021 ha annunciato la separazione dalla seconda moglie.

## Carriera

### Club
Comincia la carriera nel settore giovanile del Real Madrid e viene integrato nella rosa della prima squadra nella stagione 1988/1989, ma non totalizza alcuna presenza in campo.
L'anno successivo la squadra madrilena dà il giocatore in prestito al Real Madrid Castilla (allora in Segunda División), dove il giovane comincia a porsi all'attenzione del pubblico. Da questo momento in avanti comincia un rapido giro che lo porta, nell'arco di poche stagioni, dapprima all'Elche, poi al Mérida e al Celta Vigo, squadra in cui per la prima volta resta per due stagioni di fila.
Tornato al Real Madrid nella stagione 1994-1995, vi rimane fino alla stagione 1997-1998. In questo periodo conquista i primi trofei della carriera: 2 campionati spagnoli, una Champions League ed una Supercoppa di Spagna. Nonostante sia sempre considerato portiere di riserva dai vari allenatori che si avvicendano sulla panchina del Real Madrid, riesce a giocare qualche partita anche in Champions League e Coppa UEFA.
Nel 1998 si trasferisce al Valencia, dove, da titolare, in pochi anni diventa uno degli idoli del Mestalla. Agli ordini di allenatori come Claudio Ranieri, Héctor Cúper e Rafa Benitez vince altri due campionati (2002 e 2004), una Coppa del Re (1999), una Supercoppa spagnola (1999), una Coppa UEFA (2004) e la conseguente Supercoppa Europea e arriva anche due volte in finale di Champions League (entrambe perse, nel 2000 contro il Real Madrid e nel 2001 contro il Bayern Monaco). Continua a giocare fino alla stagione 2007-2008, chiusa con la vittoria di un'altra Coppa del Re (oltre che con dei problemi con l'allenatore Ronald Koeman che lo aveva messo ai margini della rosa) per poi ritirarsi dal calcio giocato.

### Nazionale
La carriera in nazionale gli ha dato minori soddisfazioni. Fa parte del gruppo che vince la medaglia d'oro alle Olimpiadi di Barcellona, nelle quali però il titolare è Toni. Partecipa poi ai Mondiali del 1994 (giocò la partita contro la Corea al posto di Zubizarreta) e del 1998 e agli Europei del 1996 come secondo di Zubizareta, senza mai scendere in campo. Agli Europei del 2000 pur avendo il numero 1 viene relegato in panchina in favore del portiere Molina, il quale, tuttavia, commise un errore decisivo nella gara d'esordio che permise alla Norvegia di vincere 1-0; questo evento gli permise di diventare titolare a partire dalla seconda partita. Alla vigilia del campionato del mondo 2002, in cui avrebbe dovuto giocare come titolare, si infortuna in maniera piuttosto singolare: una bottiglietta di dopobarba gli cade su un piede provocando la rottura di un tendine. Salta quindi il torneo e perde definitivamente il posto da titolare in favore di Casillas, ritornando al ruolo di secondo portiere anche ai successivi Europei del 2004 e ai Mondiali di Germania del 2006 (in cui gioca solo la sfida vinta per 1-0 contro l'Arabia Saudita nella fase a gironi), dopo i quali decide di dare l'addio alle Furie rosse.

## Controversie
Il 2 giugno 2019, a seguito della morte di José Antonio Reyes per incidente stradale causato dallo scoppio di uno pneumatico mentre viaggiava ad alta velocità, Cañizares ha commentato l'accaduto nel seguente modo:
La famiglia di Reyes ha successivamente sporto denuncia nei suoi confronti per quanto detto da lui.

## Statistiche

### Presenze e reti nei club
| Stagione           | Squadra            | Campionato         | Campionato | Campionato | Coppe nazionali | Coppe nazionali | Coppe nazionali | Coppe continentali | Coppe continentali | Coppe continentali | Altre coppe | Altre coppe | Altre coppe | Totale | Totale |
| Stagione           | Squadra            | Comp               | Pres       | Reti       | Comp            | Pres            | Reti            | Comp               | Pres               | Reti               | Comp        | Pres        | Reti        | Pres   | Reti   |
| ------------------ | ------------------ | ------------------ | ---------- | ---------- | --------------- | --------------- | --------------- | ------------------ | ------------------ | ------------------ | ----------- | ----------- | ----------- | ------ | ------ |
| 1989-1990          | Real M. Castilla   | SD                 | 35         | -41        | CR              | 2               | -3              | -                  | -                  | -                  | -           | -           | -           | 37     | -44    |
| 1990-1991          | Elche              | SD                 | 7          | -14        | CR              | 2               | 0               | -                  | -                  | -                  | -           | -           | -           | 9      | -14    |
| 1991-1992          | Mérida             | SD                 | 38         | -48        | CR              | 0               | 0               | -                  | -                  | -                  | -           | -           | -           | 38     | -48    |
| 1992-1993          | Celta Vigo         | SD                 | 36         | -30        | CR              | 1               | -4              | -                  | -                  | -                  | -           | -           | -           | 37     | -34    |
| 1993-1994          | Celta Vigo         | SD                 | 38         | -51        | CR              | 7               | -4              | -                  | -                  | -                  | -           | -           | -           | 45     | -55    |
| Totale Celta Vigo  | Totale Celta Vigo  | Totale Celta Vigo  | 74         | -81        |                 | 8               | -8              |                    | -                  | -                  |             | -           | -           | 82     | -89    |
| 1994-1995          | Real Madrid        | PD                 | 1          | 0          | CR              | 0               | 0               | CU                 | 2                  | -4                 | -           | -           | -           | 3      | -4     |
| 1995-1996          | Real Madrid        | PD                 | 12         | -8         | CR              | 1               | 0               | UCL                | 1                  | -2                 | SS          | 2           | -5          | 16     | -15    |
| 1996-1997          | Real Madrid        | PD                 | 2          | -5         | CR              | 0               | 0               | -                  | -                  | -                  | -           | -           | -           | 2      | -5     |
| 1997-1998          | Real Madrid        | PD                 | 26         | -30        | CR              | 0               | 0               | UCL                | 6                  | -4                 | SS          | 2           | -3          | 34     | -37    |
| Totale Real Madrid | Totale Real Madrid | Totale Real Madrid | 41         | -43        |                 | 1               | 0               |                    | 9                  | -10                |             | 4           | -8          | 55     | -61    |
| 1998-1999          | Valencia           | PD                 | 38         | -39        | CR              | 6               | -7              | Int+CU             | 6+4                | -3 + -5            | -           | -           | -           | 54     | -54    |
| 1999-2000          | Valencia           | PD                 | 23         | -26        | CR              | 2               | -3              | UCL                | 13                 | -11                | SS          | 2           | -3          | 40     | -43    |
| 2000-2001          | Valencia           | PD                 | 37         | -34        | CR              | 0               | 0               | UCL                | 18                 | -9                 | -           | -           | -           | 55     | -43    |
| 2001-2002          | Valencia           | PD                 | 32         | -23        | CR              | 1               | 0               | CU                 | 7                  | -3                 | -           | -           | -           | 40     | -26    |
| 2002-2003          | Valencia           | PD                 | 31         | -27        | CR              | 0               | 0               | UCL                | 12                 | -12                | SS          | 2           | -4          | 45     | -43    |
| 2003-2004          | Valencia           | PD                 | 37         | -25        | CR              | 0               | 0               | CU                 | 7                  | -2                 | -           | -           | -           | 44     | -27    |
| 2004-2005          | Valencia           | PD                 | 29         | -30        | CR              | 0               | 0               | UCL+CU             | 6+0                | -10 + 0            | SS+SU       | 2+1         | -3 + -1     | 38     | -44    |
| 2005-2006          | Valencia           | PD                 | 36         | -29        | CR              | 0               | 0               | Int                | 5                  | -1                 | -           | -           | -           | 41     | -30    |
| 2006-2007          | Valencia           | PD                 | 32         | -33        | CR              | 1               | -4              | UCL                | 11                 | -11                | -           | -           | -           | 44     | -48    |
| 2007-2008          | Valencia           | PD                 | 10         | -15        | CR              | 0               | 0               | UCL                | 5                  | -2                 | -           | -           | -           | 15     | -17    |
| Totale Valencia    | Totale Valencia    | Totale Valencia    | 305        | -281       |                 | 10              | -14             |                    | 94                 | -69                |             | 7           | -11         | 416    | -375   |
| Totale carriera    | Totale carriera    | Totale carriera    | 500        | -508       |                 | 23              | -25             |                    | 103                | -79                |             | 11          | -19         | 637    | -631   |

### Cronologia presenze e reti in nazionale
| Cronologia completa delle presenze e delle reti in nazionale ― Spagna | Cronologia completa delle presenze e delle reti in nazionale ― Spagna | Cronologia completa delle presenze e delle reti in nazionale ― Spagna | Cronologia completa delle presenze e delle reti in nazionale ― Spagna | Cronologia completa delle presenze e delle reti in nazionale ― Spagna | Cronologia completa delle presenze e delle reti in nazionale ― Spagna | Cronologia completa delle presenze e delle reti in nazionale ― Spagna | Cronologia completa delle presenze e delle reti in nazionale ― Spagna |
| Data                                                                  | Città                                                                 | In casa                                                               | Risultato                                                             | Ospiti                                                                | Competizione                                                          | Reti                                                                  | Note                                                                  |
| --------------------------------------------------------------------- | --------------------------------------------------------------------- | --------------------------------------------------------------------- | --------------------------------------------------------------------- | --------------------------------------------------------------------- | --------------------------------------------------------------------- | --------------------------------------------------------------------- | --------------------------------------------------------------------- |
| 17-11-1993                                                            | Siviglia                                                              | Spagna                                                                | 1 – 0                                                                 | Danimarca                                                             | Qual. Mondiali 1994                                                   | -                                                                     | 11’                                                                   |
| 19-1-1994                                                             | Vigo                                                                  | Spagna                                                                | 2 – 2                                                                 | Portogallo                                                            | Amichevole                                                            | -1                                                                    | 73’                                                                   |
| 2-6-1994                                                              | Tampere                                                               | Finlandia                                                             | 1 – 2                                                                 | Spagna                                                                | Amichevole                                                            | -                                                                     | 60’                                                                   |
| 10-6-1994                                                             | Montréal                                                              | Canada                                                                | 0 – 2                                                                 | Spagna                                                                | Amichevole                                                            | -                                                                     |                                                                       |
| 17-6-1994                                                             | Dallas                                                                | Corea del Sud                                                         | 2 – 2                                                                 | Spagna                                                                | Mondiali 1994 - 1º turno                                              | -2                                                                    |                                                                       |
| 30-11-1994                                                            | Malaga                                                                | Spagna                                                                | 2 – 0                                                                 | Finlandia                                                             | Amichevole                                                            | -                                                                     | 46’                                                                   |
| 18-1-1995                                                             | La Coruña                                                             | Spagna                                                                | 2 – 2                                                                 | Uruguay                                                               | Amichevole                                                            | -                                                                     | 46’                                                                   |
| 22-2-1995                                                             | Jerez de la Frontera                                                  | Spagna                                                                | 0 – 0                                                                 | Germania                                                              | Amichevole                                                            | -                                                                     | 46’                                                                   |
| 7-2-1996                                                              | Las Palmas                                                            | Spagna                                                                | 1 – 0                                                                 | Norvegia                                                              | Amichevole                                                            | -                                                                     |                                                                       |
| 3-6-1998                                                              | Santander                                                             | Spagna                                                                | 4 – 1                                                                 | Irlanda del Nord                                                      | Amichevole                                                            | -1                                                                    | 46’                                                                   |
| 5-9-1998                                                              | Limassol                                                              | Cipro                                                                 | 3 – 2                                                                 | Spagna                                                                | Qual. Euro 2000                                                       | -3                                                                    |                                                                       |
| 23-9-1998                                                             | Granada                                                               | Spagna                                                                | 1 – 0                                                                 | Russia                                                                | Amichevole                                                            | -                                                                     |                                                                       |
| 14-10-1998                                                            | Tel Aviv                                                              | Israele                                                               | 1 – 2                                                                 | Spagna                                                                | Qual. Euro 2000                                                       | -1                                                                    |                                                                       |
| 18-11-1998                                                            | Salerno                                                               | Italia                                                                | 2 – 2                                                                 | Spagna                                                                | Amichevole                                                            | -2                                                                    | 83’                                                                   |
| 27-3-1999                                                             | Valencia                                                              | Spagna                                                                | 9 – 0                                                                 | Austria                                                               | Qual. Euro 2000                                                       | -                                                                     | 40’                                                                   |
| 31-3-1999                                                             | Serravalle                                                            | San Marino                                                            | 0 – 6                                                                 | Spagna                                                                | Qual. Euro 2000                                                       | -                                                                     |                                                                       |
| 5-5-1999                                                              | Siviglia                                                              | Spagna                                                                | 3 – 1                                                                 | Croazia                                                               | Amichevole                                                            | -1                                                                    |                                                                       |
| 5-6-1999                                                              | Vila-real                                                             | Spagna                                                                | 9 – 0                                                                 | San Marino                                                            | Qual. Euro 2000                                                       | -                                                                     |                                                                       |
| 18-8-1999                                                             | Varsavia                                                              | Polonia                                                               | 1 – 2                                                                 | Spagna                                                                | Amichevole                                                            | -1                                                                    | 73’                                                                   |
| 4-9-1999                                                              | Vienna                                                                | Austria                                                               | 1 – 3                                                                 | Spagna                                                                | Qual. Euro 2000                                                       | -1                                                                    |                                                                       |
| 8-9-1999                                                              | Badajoz                                                               | Spagna                                                                | 8 – 0                                                                 | Cipro                                                                 | Qual. Euro 2000                                                       | -                                                                     | 78’                                                                   |
| 29-3-2000                                                             | Barcellona                                                            | Spagna                                                                | 2 – 0                                                                 | Italia                                                                | Amichevole                                                            | -                                                                     | 46’                                                                   |
| 7-6-2000                                                              | Lussemburgo                                                           | Lussemburgo                                                           | 0 – 1                                                                 | Spagna                                                                | Amichevole                                                            | -                                                                     | 60’                                                                   |
| 18-6-2000                                                             | Amsterdam                                                             | Slovenia                                                              | 1 – 2                                                                 | Spagna                                                                | Euro 2000 - 1º turno                                                  | -1                                                                    |                                                                       |
| 21-6-2000                                                             | Bruges                                                                | Jugoslavia                                                            | 3 – 4                                                                 | Spagna                                                                | Euro 2000 - 1º turno                                                  | -3                                                                    |                                                                       |
| 25-6-2000                                                             | Bruges                                                                | Spagna                                                                | 1 – 2                                                                 | Francia                                                               | Euro 2000 - Quarti di finale                                          | -2                                                                    |                                                                       |
| 28-2-2001                                                             | Birmingham                                                            | Inghilterra                                                           | 3 – 0                                                                 | Spagna                                                                | Amichevole                                                            | -1                                                                    | 64’                                                                   |
| 28-3-2001                                                             | Valencia                                                              | Spagna                                                                | 2 – 1                                                                 | Francia                                                               | Amichevole                                                            | -1                                                                    |                                                                       |
| 25-4-2001                                                             | Cordova                                                               | Spagna                                                                | 1 – 0                                                                 | Giappone                                                              | Amichevole                                                            | -                                                                     | 75’                                                                   |
| 2-6-2001                                                              | Oviedo                                                                | Spagna                                                                | 4 – 1                                                                 | Bosnia ed Erzegovina                                                  | Qual. Mondiali 2002                                                   | -1                                                                    |                                                                       |
| 6-6-2001                                                              | Tel Aviv                                                              | Israele                                                               | 1 – 1                                                                 | Spagna                                                                | Qual. Mondiali 2002                                                   | -1                                                                    |                                                                       |
| 1-9-2001                                                              | Valencia                                                              | Spagna                                                                | 4 – 0                                                                 | Austria                                                               | Qual. Mondiali 2002                                                   | -                                                                     |                                                                       |
| 13-2-2002                                                             | Barcellona                                                            | Spagna                                                                | 1 – 1                                                                 | Portogallo                                                            | Amichevole                                                            | -                                                                     | 64’                                                                   |
| 27-3-2002                                                             | Rotterdam                                                             | Paesi Bassi                                                           | 1 – 0                                                                 | Spagna                                                                | Amichevole                                                            | -1                                                                    |                                                                       |
| 17-4-2002                                                             | Belfast                                                               | Irlanda del Nord                                                      | 0 – 5                                                                 | Spagna                                                                | Amichevole                                                            | -                                                                     | 73’                                                                   |
| 20-11-2002                                                            | Granada                                                               | Spagna                                                                | 1 – 0                                                                 | Bulgaria                                                              | Amichevole                                                            | -                                                                     | 46’                                                                   |
| 12-2-2003                                                             | Las Palmas                                                            | Spagna                                                                | 3 – 1                                                                 | Germania                                                              | Amichevole                                                            | -                                                                     | 84’                                                                   |
| 30-4-2003                                                             | Madrid                                                                | Spagna                                                                | 4 – 0                                                                 | Ecuador                                                               | Amichevole                                                            | -                                                                     | cap. 75’                                                              |
| 6-9-2003                                                              | Guimarães                                                             | Portogallo                                                            | 0 – 3                                                                 | Spagna                                                                | Amichevole                                                            | -                                                                     | 66’                                                                   |
| 18-2-2004                                                             | Barcellona                                                            | Spagna                                                                | 2 – 1                                                                 | Perù                                                                  | Amichevole                                                            | -                                                                     | 46’                                                                   |
| 31-3-2004                                                             | Gijón                                                                 | Spagna                                                                | 2 – 0                                                                 | Danimarca                                                             | Amichevole                                                            | -                                                                     | 76’                                                                   |
| 28-4-2004                                                             | Genova                                                                | Italia                                                                | 1 – 1                                                                 | Spagna                                                                | Amichevole                                                            | -                                                                     | 77’                                                                   |
| 5-6-2004                                                              | Getafe                                                                | Spagna                                                                | 4 – 0                                                                 | Andorra                                                               | Amichevole                                                            | -                                                                     | 31’ 61’                                                               |
| 18-8-2004                                                             | Las Palmas                                                            | Spagna                                                                | 3 – 2                                                                 | Venezuela                                                             | Amichevole                                                            | -2                                                                    |                                                                       |
| 7-6-2006                                                              | Ginevra                                                               | Spagna                                                                | 2 – 1                                                                 | Croazia                                                               | Amichevole                                                            | -                                                                     | 46’                                                                   |
| 23-6-2006                                                             | Kaiserslautern                                                        | Arabia Saudita                                                        | 0 – 1                                                                 | Spagna                                                                | Mondiali 2006 - 1º turno                                              | -                                                                     |                                                                       |
| Totale                                                                |                                                                       | Presenze                                                              | 46                                                                    |                                                                       | Reti                                                                  | -26                                                                   |                                                                       |

## Palmarès

### Club

#### Competizioni nazionali
- Campionato spagnolo: 4

Real Madrid: 1994-1995, 1996-1997
Valencia: 2001-2002, 2003-2004
- Coppa di Spagna: 2

Valencia: 1998-1999, 2007-2008
- Supercoppa di Spagna: 2

Real Madrid: 1997
Valencia: 1999

#### Competizioni internazionali
- UEFA Champions League: 1

Real Madrid: 1997-1998
- Coppa UEFA: 1

Valencia: 2003-2004
- Supercoppa UEFA: 1

Valencia: 2004

### Nazionale
- Oro olimpico: 1

Barcellona 1992

### Individuale
- Trofeo Zamora: 4

1992-1993, 2000-2001, 2001-2002, 2003-2004